# Pierre de Marivaux
Pierre Carlet de Chamblain de Marivaux, francoski razsvetljenski romanopisec, publicist in predvsem komediograf,* 4. februar 1688, Pariz, † 12. februar 1763, Pariz),

## Življenje
Pierre de Marivaux je izhajal iz premožne aristokratske družine, ki se je zaradi očetovega pravniškega poklica iz Pariza preselila najprej v Riom, nato pa v Limoges. Njegova mati, Marie-Anne Bullet je bila sestra znanega kraljevega arhitekta Pierra Bulleta. Marivaux je po očetovem zgledu študiral pravo. Leta 1713 je študij opustil, a ga nato znova začel in leta 1721 prejel pravniško licenco, kljub temu pa ni poklica nikoli opravljal. Pri dvajsetih letih je napisal svojo prvo komedijo v verzih Le Père prudent et équitable, ou Crispin l’heureux fourb, ki so jo igrali amaterji in mu je prinesla prvo literarno prepoznavnost. 
Od leta 1710 je zahajal v Pariško literarno družbo, predvsem v salon Madame de Lambert, kjer je izoblikoval slog precioznega kritičnega pisanja ter se preizkušal v različnih literarnih zvrsteh. Leta 1717 se je poročil s hčerjo bogatega advokata, Colombe Bologne. Kmalu nato (1719) mu je umrl oče, 1720 je izgubil premoženje v neuspeli investiciji, 1723 pa mu je umrla tudi žena, zato se je moral za preživetje resno posvetiti pisanju.
Ustvarjal je predvsem za Comédie-Française in Comédie-Italienne v Parizu, Madame de Pompadour mu je podelila rento. Družil se je z znamenitima francoskima filozofoma tiste dobe, Montesquieujem in Fontanellom ter kritikom in pisateljem La Mottom. Leta 1743 je bil izvoljen v Francosko akademijo, leta 1759 pa je postal njen predsednik. Umrl je za Plevritisom (vnetjem poprsnice).

## Delo
Marivaux je napisal med 30 in 40 komedij, od katerih so najbolj znane La Surprise de l'amour (1722), Triomphe de Plutus (1728), Igra o ljubezni in naključju (1730, Jeu de l'amour et du hasard ), Les Fausses confidences (1737) in Le Legs (1736).  Njegove komedije so v Franciji druge najpogosteje uprizarjane za Molièrovimi. 
V prvem desetletju življenja v Parizu od 1710–1720 se je preizkušal v različnih žanrih, predvsem pa je pisal parodije znanih literarnih del, med katerimi sta posebej znani Télémaque travesti (1714–1715) in Iliade Travestie (1716). Priložnostno se je ukvarjal s publicistiko in med letoma 1720 in 1724 izdajal publikacijo Le Spectateur Français (po zgledu The Spectator Josepha Addisona). Svoj prvi večji uspeh v dramatiki je doživel s komedijo Arlequin poli par l'amour (1720), ki so jo igrali v Comédie-Italienne. V francoski dramatiki je pomemben zaradi novega pristopa k žanru sentimentalne komedije, v katerega spadata tudi njegovi najbolj znani deli Igra o ljubezni in naključju (1730, Le Jeu de l'amour et du hasard) in Les Fausses Confidences (1737). Napisal je tudi več satiričnih dram, denimo L’Île des esclaves (1725) in L’Île de la raison (1727), v katerih se po zgledu Swiftovega romana Guliverjeva potovanja norčuje iz evropske družbe, ter komedijo La Nouvelle colonie (1729), ki zagovarja enakost med spoloma. 
Marivaux se osredotoča na komiko značajev oz. psihološko komiko, njegova dela tematizirajo medčloveške odnose. Najbolj prepoznaven je po slogu dialogov, v katerih prevladujejo parafraze in visoki jezik, in ki mu je literarna veda nadela izraz marivojščina (marivaudage).
V nadaljevanjih je objavljal romana La vie de Marianne (1731–1741) in Le Paysan parvenu (1734–35), ki pa ju ni dokončal. Obe deli tematizirata socializacijo posameznika in poudarjata vrednote moralnosti in preprostosti, predvsem La vie de Marianne pa se s prikazom ženskih čustev in kreposti približuje sentimentalnemu romanu, ki ga je z delom Pamela leta 1740 kot literarni žanr etabliral Samuel Richardson.

## Marivaux in Slovenci
Marivaux je v časopisju na Slovenskem prvič omenjen leta 1811 v Télegraphe officiel, nato pa 1904 v Laibacher Zeitung. Bil je predmet razprave o francoskem romanu 17. in 18. stoletja, ki je leta 1879 v francoščini izšla v izvestjih ljubljanske realke (Jahresbericht der Staats-Ober-Realschule). V slovenščini je prvič omenjen 28. 12. 1911 v časniku Slovenski narod v rubriki Razne stvari, kjer je pod naslovom Odkritosrčni avtorji zapisana anekdota, da naj bi na uprizoritvi svoje prve komedije Resnica in ljubezen spoznal, kako slaba je, in to tudi oznanil svojemu sosedu v dvorani.
V slovenščino je prevedenih 6 njegovih del; Triumf ljubezni, Disput, Dvojna preizkušnja ljubezni, Iskreni igralci', Igra o ljubezni in naključju in Otok sužnjev.
Marivauxove drame so doživele 9 uprizoritev. Prva je bila leta 1957 v SNG Maribor uprizorjena Preizkušnja v režiji Jara Dolarja, zadnja pa komedija Trumf ljubezni leta 2013 v MG v režiji Sebastjana Horvata. Igra o ljubezni in naključju je bila uprizarjana dvakrat, najprej 1960 (Gledališče Ad hoc), nato pa 1998 (v okviru Primorskega poletnega festivala), prav tako Triumf ljubezni, ki je bil prvič igran leta 1991 v SNG Nova Gorica pod naslovom Zmagoslavje ljubezni.
Uprizoritev Triumfa ljubezni leta 2013 je doživela veliko odzivov, o njej so nastali članki Kastracija komedije Zale Dobovšek za Delo, Izgubljeno v Lacanu Vesne Jurca Tadel za časopis Pogledi, Igra o ljubezni in oblasti Diane Koloini (COBISS), Iščem znake, a znake česa? Primoža Jesenka (COBISS), Gon(i se)! Andraža Golca (COBISS), Marivauxovi triumfi Špele Žakelj (COBISS) in Na piedestalu manipulacija. Naj živi ljubezen! Anite Volčanjšek  (COBISS) v Gledališkem listu MGL (COBISS).